# Lista över barockkompositörer
Kompositörer från barocken, är listade efter födelseår:

## Tidiga barockkompositörer (födda 1550–1600)
- Oratio Bassani (omkring 1550–före 1609?)
- Emilio de' Cavalieri (omkring 1550–1602)
- Giulio Caccini (1551–1618)
- Paolo Quagliati (omkring 1555–1628)
- Manuel Rodrigues Coelho (omkring 1555–omkring 1635)
- Jacques Champion (före 1555–1642)
- Johannes Nucius (omkring 1556–1620)
- Alfonso Fontanelli (1557–1622)
- Giovanni Bassano (omkring 1558–1617)
- Thomas Robinson (omkring 1560–efter 1609)
- Richard Allison (1560/1570?–1610?)
- Felice Anerio (1560–1614)
- Mikołaj Zieleński (omkring 1560–omkring 1620)
- Giovanni Bernardino Nanino (omkring 1560–1623)
- Lodovico Grossi da Viadana (omkring 1560–1627)
- Peter Philips (omkring 1560–1628)
- Hieronymus Praetorius (1560–1629)
- William Brade (1560–1630)
- Camillo Lambardi (omkring 1560–1634)
- Jacopo Peri (1561–1633)
- Jan Pieterszoon Sweelinck (1562–1621)
- John Bull (1562/1563–1628)
- Jean Titelouze (1562/1563–1633)
- John Dowland (1563–1626)
- Giles Farnaby (omkring 1563–1640)
- Hans Leo Hassler (1564–1612)
- Sebastian Aguilera de Heredia (omkring 1565–efter 1620)
- Ascanio Mayone (omkring 1565–1627)
- Francis Pilkington (omkring 1565–1638)
- Duarte Lobo (omkring 1565–1646)
- Alessandro Piccinini (1566–1638)
- Manuel Cardoso (1566–1650)
- Lucia Quinciani (född omkring 1566; verksam 1611)
- Giovanni Francesco Anerio (omkring 1567–1630)
- Thomas Campion (1567–1620)
- Christoph Demantius (1567–1643)
- Nicolas Formé (1567–1638)
- Claudio Monteverdi (1567–1643)
- Bartolomeo Barbarino (omkring 1568–1617 eller senare)
- Christian Erbach (1568/1573–1635)
- Adriano Banchieri (1568–1634)
- Juan Bautista Comes (1568–1643)
- Tobias Hume (1569–1645)
- Giovanni Paolo Cima (omkring 1570–1622)
- Peeter Cornet (omkring 1570/1580–1633)
- Alfonso Ferrabosco (II) (omkring 1570–1628)
- Pierre Guédron (omkring 1570–omkring 1620)
- Paul Peuerl (1570–1625)
- Joan Pau Pujol (1570–1626)
- Salamone Rossi (omkring 1570–1630)
- Claudia Sessa (omkring 1570–mellan 1613 och 1619)
- Michael Praetorius (omkring 1571–1621)
- Thomas Lupo (1571–1627)
- Giovanni Battista Fontana (omkring 1571- omkring 1630)
- John Ward (1571–1638)
- Giovanni Picchi (1571/1572–1643)
- Filipe de Magalhães (omkring 1571–1652)
- Daniel Bacheler (1572–1619)
- Thomas Tomkins (1572–1656)
- Cesarina Ricci (född omkring 1573, verksam 1597)
- Claudio Pari (1574–efter 1619)
- John Wilbye (1574–1638)
- Vittoria Aleotti (omkring 1575–efter 1620)
- William Simmes (omkring 1575–omkring 1625)
- John Coprario (omkring  1575–1626)
- Giovanni Priuli (omkring 1575–1626)
- Esteban López Morago (omkring 1575–efter 1630)
- Michelagnolo Galilei (1575-1631)
- Ignazio Donati (omkring 1575–1638)
- Estêvão de Brito (1575–1641)
- Matheo Romero (omkring 1575–1647)
- Giovanni Maria Trabaci (c. 1575–1647)
- Ennemond Gaultier (1575–1651)
- Thomas Weelkes (1576–1623)
- Sulpitia Cesis (född 1577; verksam 1619)
- Agostino Agazzari (1578–1640)
- Melchior Franck (omkring 1579–1639)
- Adriana Basile (omkring 1580–omkring 1640)
- Michael East (1580–1648)
- Thomas Ford (omkring 1580–1648)
- Johannes Hieronymus Kapsberger (omkring 1580–1651)
- Bartolomé de Selma y Salaverde (omkring 1580/90–efter 1638)
- Jacques Cordier (omkring 1580–before 1655)
- Thomas Simpson (1582–1628)
- Sigismondo d'India (omkring 1582–1629)
- Marco da Gagliano (1582–1643)
- Giovanni Valentini (omkring 1582–1649)
- Gregorio Allegri (1582–1652)
- Severo Bonini (1582–1663)
- Paolo Agostino (Agostini) (omkring 1583–1629)
- Girolamo Frescobaldi (1583–1643)
- Orlando Gibbons (1583–1625)
- Robert Johnson (omkring 1583–1634)
- Nicolas Vallet (omkring 1583–omkring 1642)
- Antonio Cifra (1584–1629)
- Francisco Correa de Arauxo (1584–1654)
- Nicolò Corradini (omkring 1585–1646)
- Andrea Falconieri (1585/1586–1656)
- Heinrich Schütz (1585–1672)
- Alessandro Grandi (1586–1630)
- Claudio Saracini (1586–1630)
- Johann Schein (1586–1630)
- Stefano Landi (1586/1587–1639)
- Antoine Boësset (1586–1643)
- Francesca Caccini (1587–c. 1640)
- Samuel Scheidt (1587–1654)
- Johann Andreas Herbst (1588–1666)
- Guilielmus Messaus (1589–1640)
- Francesco Turini (1589–1656)
- Caterina Assandra (omkring 1590–efter 1618)
- Giovanni Pietro Berti (omkring 1590-1638)
- Dario Castello (omkring 1590–c. 1658)
- Adam Jarzębski (omkring 1590–c. 1648)
- Manuel Machado (omkring 1590–1646)
- Johann Schop (omkring 1590–1667)
- Lucrezia Orsina Vizzana (1590–1662)
- Juan Gutiérrez de Padilla (omkring 1590–1664)
- Settimia Caccini (1591–1638?)
- Guillaume Bouzignac (före 1592–efter 1641)
- Jacques Gaultier (omkring 1592–efter 1652)
- John Jenkins (1592–1678)
- Melchior Schildt (1592/1593–1667)
- Claudia Rusca (1593–1676)
- Biagio Marini (1594–1663)
- Tarquinio Merula (1594/1595–1665)
- Giovanni Battista Buonamente (omkring 1595–1642)
- Henry Lawes (1595–1662)
- John Okeover (omkring 1595–1663)
- Heinrich Scheidemann (omkring 1595–1663)
- Antonio Maria Abbatini (omkring 1595-1680)
- Giovanni Rovetta (omkring 1596–1668)
- Luigi Rossi (omkring 1597–1653)
- Andreas Düben (1597-1662)
- Charles Racquet (1597–1664)
- Johann Crüger (1598–1662)
- Thomas Selle (1599–1663)
- Giovanni Battista Riccio (verksam 1609–1621)
- Marcantonio Negri (död 1624)
- Abundio Antonelli (död 1629)
- Juan Aranés (död omkring 1649)
- Daniel Farrant (död före 1663)
- Giuseppe Scarani (verksam 1628–1641)
- August Verdufen (????–16??)

## Kompositörer från mitten av barocken (födda 1600–1650)
Kompositörer från mitten av barocken inkluderar följande kompositörer:
- Mlle Bocquet (tidigt 1600–efter 1660)
- Alessandro Poglietti (tidigt 1600–1683)
- Manuel Correia (omkring 1600-1653)
- Giovanni Battista Fasolo (omkring 1600–1664)
- Simon Ives (1600–1662)
- Nicolaus à Kempis (omkring 1600–1676)
- Adam Václav Michna z Otradovic (omkring 1600–1676)
- Marcin Mielczewski (omkring 1600–1651)
- Étienne Moulinié (1600–after 1669)
- Martino Pesenti (omkring 1600–omkring 1648)
- Giovanni Felice Sances (omkring 1600–1679)
- Jacques Champion de Chambonnières (1601 eller 1602–1672)
- Girolamo Fantini (född omkring 1600/1602; verksam 1638)
- Michelangelo Rossi (omkring 1601–1656)
- William Lawes (1602–1645)
- Christopher Simpson (omkring 1602/1606–1669)
- Pietro Francesco Cavalli (1602–1676)
- Chiara Margarita Cozzolani (1602–omkring 1678)
- Caspar Kittel (1603–1639)
- Johan IV av Portugal (1603–1656)
- Denis Gaultier (1603–1672)
- Marco Uccellini (1603/1610–1680)
- Francesco Foggia (1603–1688)
- Heinrich Albert (1604–1651)
- François Dufault (1604–1670)
- Francesca Campana (omkring 1605/1610-1665)
- Charles d'Assoucy (1605–1677)
- Orazio Benevoli (1605-1672)
- Giacomo Carissimi (1605–1674)
- William Child (1606–1697)
- Philipp Friedrich Böddecker (1607–1683)
- João Lourenço Rebelo (1610–1661)
- Nicolas Hotman (omkring 1610–1663)
- Nicolas Métru (1610–efter 1663)
- Leonora Duarte (1610–1678)
- Luigi Battiferri (1610–1682)
- Henri Du Mont (1610–1684)
- Michel Lambert (1610–1696)
- William Young (omkring 1610–1662)
- Leonora Baroni (1611–1670)
- Andreas Hammerschmidt (1611 eller 1612–1675)
- Pablo Bruna (1611–1679)
- Sophie Elisabeth, hertiginna av Braunschweig-Lüneburg (1613–1676)
- Louis de Mollier (omkring 1613–1688)
- Juan Hidalgo (1614–1685)
- Marc'Antonio Pasqualini  (1614–1691)
- Franz Tunder (1614–1667)
- Francisco Lopez Capillas (omkring 1615–1673)
- Carlo Caproli (omkring 1615–omkring 1692)
- Angelo Michele Bartolotti (omkring 1615–1696)
- Maurizio Cazzati (1616–1678)
- Johann Jakob Froberger (1616–1667)
- Johann Erasmus Kindermann (1616–1655)
- Matthias Weckmann (omkring 1616–1674)
- Joan Cererols (1618–1680)
- Abraham van den Kerckhoven (omkring 1618–omkring 1701)
- José Marín (1618–1699)
- Anthoni van Noordt (omkring 1619–1675)
- Barbara Strozzi (1619–1677)
- Juan García de Zéspedes (omkring 1619–1678)
- Johann Rosenmüller (1619–1684)
- Jan Křtitel Tolar (omkring 1620-1673)
- Johann Heinrich Schmelzer (omkring 1620–1680)
- Francisco Martins (1620-1680)
- Adam Drese (omkring 1620-1701)
- Isabella Leonarda (1620–1704)
- Matthew Locke (omkring 1621–1677)
- Jean Lacquemant (omkring 1622–1680)
- Gaspar de Verlit (1622-1682)
- Antonio Cesti (1623–1669)
- Dietrich Becker (omkring 1623–omkring 1679)
- Jan Adam Reincken (1623–1722)
- Francesco Provenzale (1624–1704)
- François Roberday (1624–1680)
- Johann Rudolf Ahle (1625-1673)
- Jacques Gallot (omkring 1625–1696)
- Wolfgang Carl Briegel (1626-1712)
- Louis Couperin (omkring 1626–1661)
- Giovanni Legrenzi (1626–1690)
- Charles Mouton (1626–1710)
- Johann Caspar Kerll (1627–1693)
- Nicolas Gigault (omkring 1627–1707)
- Robert Cambert (omkring 1628–1677)
- Paul Hainlein (1628–1686)
- Gustav Düben den äldre (1628–1690)
- Christoph Bernhard (1628–1692)
- Lelio Colista (1629–1680)
- Andreas Hofer (1629-1684)
- Johann Michael Nicolai (1629–1685)
- Jean-Henri d'Anglebert (1629–1691)
- Lady Mary Dering (1629–1704)
- Filipe da Madre de Deus (omkring 1630–omkring 1688 eller senare)
- Nicolas Lebègue (1631–1702)
- Sebastian Anton Scherer (1631–1712)
- Jean-Baptiste Lully (1632–1687)
- Guillaume-Gabriel Nivers (1632–1714)
- Giovanni Battista Vitali (1632–1692)
- Sebastian Knüpfer (1633–1676)
- Pavel Josef Vejvanovský (omkring 1633/1639–1693)
- Clamor Heinrich Abel (1634–1696)
- Antonio Draghi (omkring 1634–1700)
- Adam Krieger (1634-1666)
- Andrés de Sola (1634–1696)
- Pietro Simone Agostini (omkring 1635–1680)
- Johann Wilhelm Furchheim (omkring 1635–1682)
- Jacek Różycki (omkring 1635-1704)
- Joannes Florentius a Kempis (1635-efter 1711)
- Paul I Esterházy (1635–1713)
- Esaias Reusner (1636–1679)
- Dieterich Buxtehude (omkring 1637–1707)
- Bernardo Storace (1637–1707)
- Bernardo Pasquini (1637–1710)
- Diogo Dias Melgás (1638–1700)
- Alessandro Stradella (1639–1682)
- Johann Christoph Pezel (1639–1694)
- António Marques Lésbio (1639-1709)
- Amalia Catharina (1640–1697)
- Monsieur de Sainte-Colombe (omkring 1640–omkring 1700)
- Carolus Hacquart (omkring 1640–1701?)
- Pedro de Araújo (1640-1705)
- Giovanni Battista Draghi (omkring 1640–1708)
- Gaspar Sanz (1640–1710)
- Paolo Lorenzani (1640–1713)
- André Raison (1640-talet–1719)
- Antonia Bembo (omkring 1640–1720)
- Esther Elizabeth Velkiers (omkring 1640–efter 1685)
- Johann Christoph Bach (1642–1703)
- Marc-Antoine Charpentier (1643–1704)
- Maria Cattarina Calegari (1644–1675)
- Ignazio Albertini (1644–1685)
- Heinrich Biber (1644–1704)
- Juan Bautista José Cabanilles (1644–1712)
- Johann Samuel Drese (omkring 1644-1716)
- Johann Georg Conradi (1645-1699)
- August Kühnel (1645–omkring 1700)
- Christian Ritter (omkring 1645–omkring 1725)
- Juan de Araujo (1646–1712)
- Rupert Ignaz Mayr (1646-1712)
- René Pignon Descoteaux (omkring 1646–1728)
- Pelham Humfrey (1647–1674)
- Giovanni Maria Capelli (1648–1726)
- John Blow (1649–1708)
- Pieter Bustijn (omkring 1649–1729)
- Pascal Collasse (1649–1709)
- Francisco Guerau (1649–1717/1722)
- Johann Philipp Krieger (1649-1725)
- Johann Valentin Meder (1649-1719)
- Nicolo Borboni (verksam 1614–1641)
- Alba Trissina (verksam 1622)
- Bartholomäus Aich (verksam 1648)
- Bernardo Clavijo del Castillo (verksam omkring 1650–omkring 1700)
- Bernardo Gianoncelli (verksam omkring 1650)
- Gervise Gerrard (16??–16??)
- Bartłomiej Pękiel (död omkring 1670)

## Kompositörer från senbarocken (födda 1650–1700)
Kompositörer från senbarocken inkluderar följande kompositörer:
- Cataldo Amodei (c. 1650–c. 1695)
- Petronio Franceschini (c. 1650–c. 1680)
- Christian Geist (c. 1650–1711)
- Guillaume Minoret (c. 1650-1717)
- Johann Anton Losy von Losinthal, (Comte d'Logy) (c. 1650–1721)
- Antonio de Salazar (c. 1650–1715)
- Giovanni Battista Bassani (c. 1650–1716)
- Stanisław Sylwester Szarzyński (c. 1650-c. 1720)
- Robert de Visée (c. 1650–c. 1725)
- Pietro Torri (1650–1737)
- Johann Jacob Walther (1650–1717)
- Johann Georg Ahle (1651–1706)
- Domenico Gabrielli (1651/1659–1690)
- Johann Krieger (1651–1735)
- David Petersen (c. 1651–efter 1709)
- Georg Muffat (1653–1704)
- Johann Pachelbel (1653–1706)
- Arcangelo Corelli (1653–1713)
- Carlo Francesco Pollarolo (c. 1653–1723)
- John Abell (1653-efter 1724)
- Servaes de Koninck (c. 1654–c. 1701)
- Vincent Lübeck (1654–1740)
- Pablo Nassarre (1654–1730)
- Sébastien de Brossard (1655–1730)
- Johann Paul von Westhoff (1656–1705)
- Marin Marais (1656–1728)
- Georg Reutter (1656–1738)
- Johann Caspar Ferdinand Fischer (1656–1746)
- Philipp Heinrich Erlebach (1657-1714)
- Michel-Richard de Lalande (1657–1726)
- Gaetano Greco (c. 1657–c. 1728)
- Giuseppe Torelli (1658–1709)
- Maria Francesca Nascinbeni (född 1658; fl. 1674)
- Henry Purcell (1659–1695)
- Francesco Antonio Pistocchi (1659-1726)
- Antonio Veracini (1659–1745)
- Rosa Giacinta Badalla (1660–1710)
- André Campra (1660–1744)
- Sebastian Durón (1660–1716)
- Gottfried Finger (1660–1730)
- Johann Joseph Fux (1660–1741)
- Friedrich Gottlieb Klingenberg (c. 1660?–1720)
- Johann Kuhnau (1660–1722)
- Gaspard Le Roux (c. 1660–1707)
- Alessandro Scarlatti (1660–1725)
- Johannes Schenck (1660–c. 1712)
- Damian Stachowicz (c. 1660 - 1699)
- Sybrant Van Noordt, Jr. (1660–1705)
- Christian Friedrich Witt (c. 1660–1716)
- Ignazio Pollice (Pulici) (fl. 1684-1705)
- Georg Böhm (1661–1733)
- Henri Desmarest (1661–1741)
- Francesco Gasparini (1661–1727)
- Giacomo Antonio Perti (1661–1756)
- Angiola Teresa Moratori Scanabecchi (1662–1708)
- Pirro Capacelli Albergati (1663–1735)
- Franz Xaver Murschhauser (1663–1738)
- Nicolas Siret (1663–1754)
- Friedrich Wilhelm Zachau (1663–1712)
- Daniel Purcell (1664–1717)
- Johann Speth (1664–efter 1719)
- Louis Lully (ibland de Lully, 1664–1734)
- Benedikt Anton Aufschnaiter (1665–1742)
- Nicolaus Bruhns (1665–1697)
- Grzegorz Gerwazy Gorczycki (c. 1665/1667-1734)
- Johann Nicolaus Hanff (1665–1711)
- Élisabeth Jacquet de La Guerre (1665–1729)
- Jean-Baptiste Lully (ibland de Lully, 1665–1743)
- Francesc Valls (1665–1747)
- Domenico Zanatta (c. 1665–1748)
- Johann Heinrich Buttstedt (1666–1727)
- Attilio Ariosti (1666–1729)
- Jean-Féry Rebel (1666–1747)
- Bernardo Tonini (c. 1666–efter 1727)
- Jean-Louis Lully (ibland de Lully, 1667–1688)
- Michel Pignolet de Montéclair (1667–1737)
- Johann Christoph Pepusch (1667–1752)
- Antonio Lotti (c. 1667–1740)
- François Couperin (1668–1733)
- John Eccles (1668–1735)
- Jean Gilles (1668–1705)
- Giorgio Gentili (c. 1668–efter 1731)
- Georg von Bertouch (1668-1743)
- Louis Marchand (1669–1732)
- Alessandro Marcello (1669–1747)
- Andreas Armsdorff (1670–1699)
- Antonio Caldara (1670/1671–1736)
- Turlough Ó Carolan (1670–1738)
- Charles Dieupart (c. 1670-c. 1740)
- Giovanni Battista Bononcini (1670–1747)
- Richard Leveridge (1670–1758)
- Louis de Caix d'Hervelois (c. 1670–c. 1760)
- Gaspard Corrette (c. 1670–före 1733)
- Tomaso Albinoni (1671–1751 eller 1674–1745)
- Antoine Forqueray (1671–1745)
- Francesco Antonio Bonporti (1672–1749)
- Nicolas de Grigny (1672–1703)
- Francesco Mancini (1672–1737)
- Georg Caspar Schürmann (1672/1673–1751)
- Antonio de Literes (1673–1747)
- Jeremiah Clarke (c. 1674–1707)
- Reinhard Keiser (1674–1739)
- Pierre Dumage (c. 1674–1751)
- Jacques-Martin Hotteterre (1674–1763)
- Evaristo Felice Dall'Abaco (1675–1742)
- Michel de la Barre (c. 1675–1745)
- Francesco Venturini (c. 1675–1745)
- Johann Bernhard Bach (1676–1749)
- Louis-Nicolas Clérambault (1676–1749)
- Giacomo Facco (1676-1753)
- Johann Ludwig Bach (1677–1731)
- Johann Wilhelm Drese (1677-1745)
- William Croft (1678-1727)
- Ferdinando Antonio Lazzari  (1678–1754)
- Antonio Vivaldi (1678–1741)
- Manuel de Zumaya (c. 1678-1755)
- Jan Dismas Zelenka (1679–1745)
- Pietro Filippo Scarlatti (1679–1750)
- Jean-Baptiste Loeillet av London (1680–1730)
- Giuseppe Fedeli alias Joseph Saggione (c. 1680–c. 1745)
- William Corbett (1680–1748)
- Françoise-Charlotte de Senneterre Ménétou (född 1680; fl. 1691)
- Giovanni Reali (c. 1681-efter 1727)
- Johann Mattheson (1681–1764)
- Georg Philipp Telemann (1681–1767)
- Giuseppe Valentini (1681–1753)
- Jean-François Dandrieu (c. 1682–1738)
- Jean-Joseph Mouret (1682–1738)
- Christoph Graupner (1683–1760)
- Johann David Heinichen (1683–1729)
- Jean-Philippe Rameau (1683–1764)
- François d'Agincourt (1684–1758)
- Peter Ludwig Biermann (även Pietro Ludovico Bermagno) (1684-1776)
- Francesco Durante (1684–1755)
- Johann Gottfried Walther (1684–1748)
- Lodovico Giustini (1685–1743)
- Jacques Loeillet (1685–1748)
- Johann Sebastian Bach (1685–1750)
- Giuseppi Matteo Alberti (1685–1751)
- Domenico Scarlatti (1685–1757)
- Georg Friedrich Händel (1685–1759)
- Wilhelm Hieronymus Pachelbel (c. 1685–1764)
- Louis-Antoine Dornel (c. 1685–1765)
- Benedetto Marcello (1686–1739)
- Nicola Porpora (1686–1768)
- Sylvius Leopold Weiss (1687–1750)
- Johann Georg Pisendel (1687–1755)
- Francesco Geminiani (1687–1762)
- Fortunato Chelleri (1688–1757)
- Johann Friedrich Fasch (1688-1758)
- Jacob Klein (1688–1748)
- Jean-Baptiste Loeillet av Gent (1688–1720)
- Domenico Zipoli (1688–1726)
- Jacques Aubert (1689–1753)
- Joseph Bodin de Boismortier (1689–1755)
- Pietro Gnocchi (1689–1775)
- Pietro Baldassare (före 1690-efter 1768)
- Robert Woodcock (1690–1728)
- Gottfried Heinrich Stölzel (1690–1749)
- Charles Theodore Pachelbel (1690–1750)
- Jacques-Christophe Naudot (c. 1690–1762)
- Pierre-Gabriel Buffardin (1690–1768)
- Francesco Maria Veracini (1690–1768)
- Gottlieb Muffat (1690–1770)
- Francesco Barsanti (1690–1772)
- Jan Francisci (1691-1758)
- Unico Wilhelm van Wassenaer (1692–1766)
- Giuseppe Tartini (1692–1770)
- Louis-Claude Daquin (1694–1772)
- Leonardo Leo (1694–1744)
- Johan Helmich Roman (1694–1758)
- Giuseppe Sammartini (1695–1750)
- Pietro Locatelli (1695–1764)
- Marie-Anne-Catherine Quinault (1695–1791)
- Maurice Greene (1696–1755)
- Andrea Zani (1696–1757)
- Pierre Février (1696–1760)
- Conrad Friedrich Hurlebusch (1696–1765)
- Johann Melchior Molter (1696–1765)
- Cornelius Heinrich Dretzel (1697-1775)
- Adam Falckenhagen (1697–1754)
- Jean-Marie Leclair (1697–1764)
- Giovanni Benedetto Platti (1697–1763)
- Johann Joachim Quantz (1697–1773)
- Riccardo Broschi (c. 1698–1756)
- François Francoeur (1698–1787)
- Jean-Baptiste Forqueray (1699–1782)
- Joseph Gibbs (1699–1788)
- Johann Adolph Hasse (1699–1783)
- Jan Zach (1699–1773)
- Marieta Morosina Priuli (fl. 1665)
- Le Sieur de Machy (d. efter 1692)
- John Baston (fl. c. 1700)
- Cesare Bendinelli (fl. c. 1700)
- Michielina Della Pietà (fl. c. 1701–1744)
- Camilla de Rossi (fl. 1707–1710)
- Julie Pinel (fl. 1710–1737)
- Nicola Matteis (d. 1714)
- Mrs Philarmonica (fl. 1715)
- Gottfried Lindemann (d. 1741)
- Benoit Guillemant (fl. 1746-1757)
- Charles Dollé (d. efter 1755)

## Kompositörer som övergår från senbarocken till den klassiska eran (födda 1700 och efter)
Listan inkluderar följande kompositörer:
- Domenico Dalla Bella (verksam tidigt 1700-tal, Venedig)
- Caterina Benedicta Grazianini (verksam tidigt 1700-tal)
- Maria Margherita Grimani (verksam tidigt 1700-tal)
- Giovanni Zamboni (verksam tidigt 1700-tal)
- Mlle Guédon de Presles (tidigt 1700–1754)
- Obadiah Shuttleworth (verksam 1700–1734)
- Johann Bernhard Bach den yngre (1700–1743)
- Jean-Baptiste Masse (omkring 1700–omkring 1757)
- Sebastian Bodinus (omkring 1700–1759)
- Giovanni Battista Sammartini (1700/1701–1775)
- Michel Blavet (1700–1768)
- Johan Agrell (1701–1765)
- François Rebel (1701–1775)
- Johann Ernst Eberlin (1702–1762)
- José de Nebra (1702–1768)
- Jean-Pierre Guignon (1702-1774)
- Johann Gottlieb Graun (omkring 1702-1771)
- Francisco António de Almeida (omkring 1702–1755)
- Jean-Marie Leclair den yngre (1703–1777)
- Carlos Seixas (1704–1742)
- Carl Heinrich Graun (1704–1759)
- Giovanni Battista Pescetti (omkring 1704–omkring 1766)
- Michael Christian Festing (1705–1752)
- Louis-Gabriel Guillemain (1705–1770)
- Carlo Cecere (1706–1761)
- Baldassare Galuppi (1706–1785)
- William Hayes (1706–1777)
- Jean Barrière (1707-1747)
- Michel Corrette (1707–1795)
- António Teixeira (1707–1769)
- Georg Reutter (1708–1772)
- Wilhelmine av Preussen (1709–1758)
- Christoph Schaffrath (1709–1763)
- Charles Avison (1709–1770)
- Giovanni Battista Pergolesi (1710–1736)
- Domenico Alberti (c. 1710–1740)
- Thomas Arne (1710–1778)
- Wilhelm Friedemann Bach (1710–1784)
- Barbara av Portugal (1711–1758)
- William Boyce (1711–1779)
- Jean-Joseph Cassanéa de Mondonville (1711–1772)
- Fredrik II av Preussen (1712-1786)
- Johann Nicolaus Mempel (1713-1747)
- Johann Ludwig Krebs (1713-1780)
- Rosanna Scalfi Marcello (verksam 1723–1742)
- Santa Della Pietà (verksam omkring 1725–1750, död efter 1774)
- Elisabeth de Haulteterre (verksam 1737–1768)
- Antonio Soler (1729-1783)